# Rostfärgad eukalyptuskrypare
Rostfärgad eukalyptuskrypare (Climacteris rufus) är en fågel i familjen eukalyptuskrypare inom ordningen tättingar. Den förekommer endast i sydvästra Australien. Arten minskar i antal, men beståndet anses vara livskraftigt.

## Utseende och läte
Rostfärgad eukalyptuskrypare är en distinkt fågel med mycket kraftiga fötter. Fjäderdräkten är unik för eukalyptuskrypare, mörkbrun ovan och rödbrun i ansiktet och på undersidan, på bröstet en liten svartvitstreckad fläck. I flykten syns ljusa vingband. Bland lätena hörs långsamma och upprepade "peeep... peeep... peeep...".

## Utbredning och systematik
Fågeln förekommer i södra och centrala Western Australia och på Eyrehalvön, South Australia. Den behandlas som monotypisk, det vill säga att den inte delas in i några underarter.

### Släktskap
På grund av sina liknande vanor och utseende behandlades eukalyptuskrypare förr som en del av familjen trädkrypare. De är dock inte alls nära släkt. Medan trädkryparna på norra halvklotet står exempelvis nära nötväckor och gärdsmygar är eukalyptuskryparna systergrupp till lövsalsfåglarna och utgör tillsammans en helt egen och mycket gammal utvecklingslinje.

## Levnadssätt
Eukalyptuskrypare är små tättingar som intar samma nisch som norra halvklotets trädkrypare, men är inte alls nära släkt med dessa. Rödbrynad eukalyptuskrypare hittas i eukalyptusskogar och buskmarker där den ses klättra uppför trädstammar och utmed grenar på jakt efter insekter.

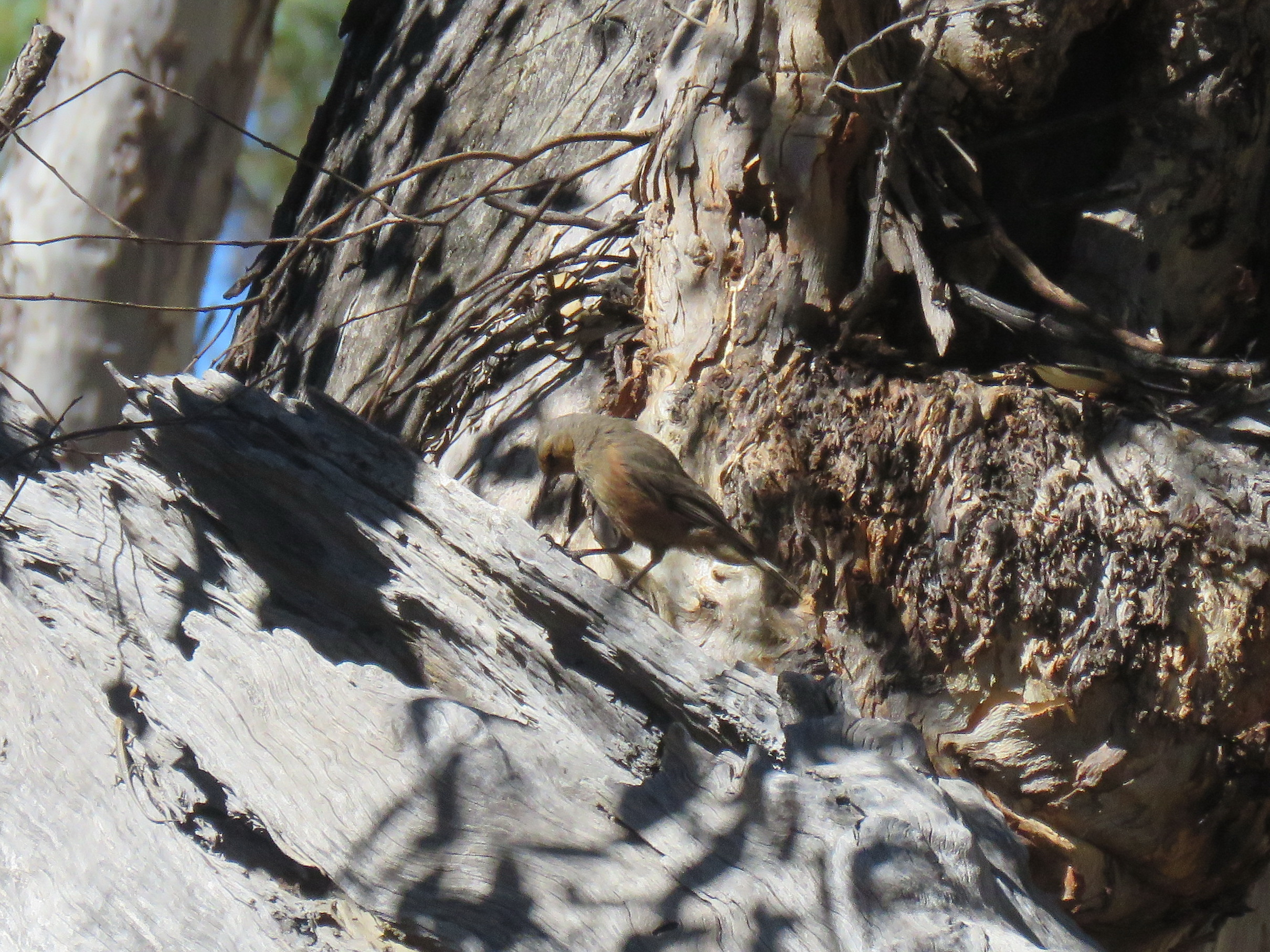

## Status och hot
Arten har ett stort utbredningsområde, men tros minska i antal, dock inte tillräckligt kraftigt för att den ska betraktas som hotad. Internationella naturvårdsunionen IUCN listar arten som livskraftig (LC).